# 크리미널 마인드: 국제범죄수사팀
《크리미널 마인드: 국제범죄수사팀》(영어: Criminal Minds: Beyond Borders)은 미국 CBS 채널에서 2016년부터 2017년까지 방영한 《크리미널 마인드》의 스핀오프 드라마이다.

## 출연진

### 주역
- 게리 시니스 - 잭 개릿
- 얼래나 데 라 가자 - 클래라 시거
- 다니엘 헤니 - 매슈 시먼스
- 타일러 제임스 윌리엄스 - 러스 몽고메리
- 애니 푼케 - 메이 자비스

### 조역
- 셰리 스트링필드 - 캐런 개릿
- 브리트니 우오몰레알레 - 조시 개릿
- 켈리 프라이 - 크리스티 시먼스
- 에즈라 듀이 - 제이크 시먼스
- 데클란 훼일리 - 데이비드 시먼스
- 맷 코언 - 라이언 개릿

## 에피소드 목록

### 시즌 1
에피소드 제목은 대한민국 AXN 코리아 채널의 번역명을 기재하였다.
| 회차                                | 제목                                         | 감독                   | 각본              | 방송날짜        |
| ----------------------------------- | -------------------------------------------- | ---------------------- | ----------------- | --------------- |
| 1                                   | "고독한 사냥꾼" "The Harmful One"            | 콜린 벅시              | 에리카 메서       | 2016년 3월 16일 |
| 배경: 태국 방콕                     |                                              |                        |                   |                 |
| 2                                   | "장기 채집" "Harvested"                      | 롭 베일리              | 에리카 메러디스   | 2016년 3월 23일 |
| 배경: 인도 뭄바이                   |                                              |                        |                   |                 |
| 3                                   | "가스 살인 사건" "Denial"                    | 로드 홀컴              | 애덤 글래스       | 2016년 3월 30일 |
| 배경: 이집트 카이로                 |                                              |                        |                   |                 |
| 4                                   | "죽음의 숲" "Whispering Death"               | 래리 텡                | 애덤 글래스       | 2016년 4월 6일  |
| 배경: 일본 도쿄                     |                                              |                        |                   |                 |
| 5                                   | "고독한 마음" "The Lonely Heart"             | 콘스탄틴 마크리스      | 티코나 S. 조이    | 2016년 4월 6일  |
| 배경: 프랑스 파리                   |                                              |                        |                   |                 |
| 6                                   | "신혼부부 실종 사건" "Love Interrupted"      | 폴 A. 코프먼           | 애덤 글래스       | 2016년 4월 13일 |
| 배경: 벨리즈 산페드로               |                                              |                        |                   |                 |
| 7                                   | "희망의 늪" "Citizens of the World"          | 앨릭 스마이트          | 매슈 라우         | 2016년 4월 20일 |
| 배경: 모로코 카사블랑카             |                                              |                        |                   |                 |
| 8                                   | "신의 뜻" "De Los Inocentes"                 | 자노 슈와르크          | 크리스토퍼 바버   | 2016년 4월 27일 |
| 배경: 멕시코                        |                                              |                        |                   |                 |
| 9                                   | "위험한 풋사랑" "The Matchmaker"             | 맷 얼 비즐리           | 팀 클레먼트       | 2016년 5월 4일  |
| 배경: 터키 안탈리아                 |                                              |                        |                   |                 |
| 10                                  | "진실을 말하라" "Iqiniso"                    | 로라 벨지              | 크리스토퍼 바버   | 2016년 5월 11일 |
| 배경: 남아프리카공화국 요하네스버그 |                                              |                        |                   |                 |
| 11                                  | "혁명의 발라드" "The Ballad of Nick and Nat" | 제러마이아 체칙        | 다니엘레 네이선슨 | 2016년 5월 11일 |
| 배경: 쿠바                          |                                              |                        |                   |                 |
| 12                                  | "성 페르민 축제" "El Toro Bravo"             | 토니아 매키어넌        | 에리카 메러디스   | 2016년 5월 25일 |
| 배경: 스페인 팜플로나               |                                              |                        |                   |                 |
| 13                                  | "보낼 수 없는 마음" "Paper Orphans"          | 펠릭스 엔리케스 알칼라 | 에리카 메서       | 2016년 5월 25일 |
| 배경: 아이티 포르토프랭스           |                                              |                        |                   |                 |